# Lennart Tollerz
Nils Lennart Axelsson Tollerz, född 9 april 1924 i Adolf Fredriks församling i Stockholms stad, död 20 oktober 2022 i Brunneby distrikt i Östergötlands län, var en svensk militär.

## Biografi
Tollerz avlade officersexamen vid Krigsskolan 1946 och utnämndes samma år till fänrik vid Dalregementet, där han befordrades till löjtnant 1948. Han befordrades till kapten 1959, varefter han tjänstgjorde vid Arméstaben 1959–1962 och vid Livgrenadjärregementet 1962–1964. Han befordrades till major 1964, var förste lärare vid Militärhögskolan 1964–1968, befordrades till överstelöjtnant 1966 och var bataljonschef vid Jämtlands fältjägarregemente 1968–1970. År 1970 befordrades han till överste, varpå han var chef för Infanteriets skjutskola 1970–1974, tillförordnad chef för Livgrenadjärregementet 1974–1975 och ställföreträdande chef för samma regemente 1975–1978. Tollerz befordrades till överste av första graden 1978, varpå han tjänstgjorde vid Arméstaben 1978–1990: som chef för Sektion 2 1978–1980, som inspektör för infanteriet och kavalleriet 1980–1984 och som chef för Specialenheten för katastrofhjälp 1985–1990. Lennart Tollerz var krigsplacerad som bland annat brigadchef och fördelningschef.[källa behövs]

### Utmärkelser
- Riddare av första klass av Svärdsorden, 1965.[12]
- Kommendör av Svärdsorden, 1974.[13]